# Горетово (Луховицкий район)
Горетово — село в Краснопоймовском сельском поселении Луховицкого района Московской области. Село расположено в 1 км от реки Вобли, притока Оки. Ближайшие населённые пункты: Двуглинково — 2 км и Выкопанка — 1 км. Численность населения в Горетове, по данным 2006 года, 86 человек.
Двуглинково, Горетово, Выкопанка и некоторые другие сёла Луховицкого района расположены в пойме реки Оки — их называют низовьем, а также «огуречным царством». Все эти сёла, в том числе и Горетово, славятся выращиванием огурцов.

## История
Первые упоминания села относятся к 1595 году. Ранее деревня называлась Гаретово и принадлежала к Зарайскому уезду Рязанской губернии. Позднее деревня была переименована в Горетово. До 2004 года деревня относилось к Краснопоймовскому сельскому округу.
Монастырь(разрушен), храм, родовой склеп Печеникиных.

## Достопримечательности
В Горетове восстановлен храм во имя святой мученицы Параскевы Пятницы, который долгое время был разрушен. В настоящий момент в храме проходят службы, но реставрация его не прекращается и по сей день.

## Расположение
- Расстояние от административного центра поселения — посёлка Красная Пойма
  - 6 км на юго-восток от центра посёлка
  - 5,5 км по дороге от границы посёлка
- Расстояние от административного центра района — города Луховицы
  - 9 км на северо-восток от центра города
  - 8 км по дороге от границы города (через Красную Пойму, Двуглинково)

## Транспорт
Деревня Горетово связана автобусным сообщением с райцентром городом Луховицы и некоторыми сёлами Луховицкого района — через деревню проходит автобус № 32 Луховицы — Красная Пойма — Подлипки ,.
В Горетово также имеется сообщение с городом Коломной — автобус № 64 Фруктовая — Луховицы — Коломна (автовокзал Голутвин)  (бывший маршрут № 34 ) а также укороченный рейс № 2741 маршрута № 64 (Луховицы — Коломна)  следуют через Горетово.

## Люди, связанные с деревней
- Ольга Егоровна Жильцова — монахиня. Родилась в 1887 году в деревне Гаретово, служила в церкви. В сталинское время была арестована, осуждена и в 1938 году расстреляна. В 1958 году реабилитирована. В 2000—2003 годах была канонизирована Русской православной церковью как преподобномученица Ольга (Жильцова).
- Протоиерей Сергий Николаевич Родионов — нынешний настоятель Пятницкой церкви.